# Olesicampe geniculata
Olesicampe geniculata är en stekelart som först beskrevs av Tohru Uchida 1932.  Olesicampe geniculata ingår i släktet Olesicampe och familjen brokparasitsteklar. Inga underarter finns listade i Catalogue of Life.